# 岐阜県道200号神崎高富線
岐阜県道200号神崎高富線（ぎふけんどう200ごう かんざきたかとみせん）とは、岐阜県山県市を通る一般県道である。

## 概要

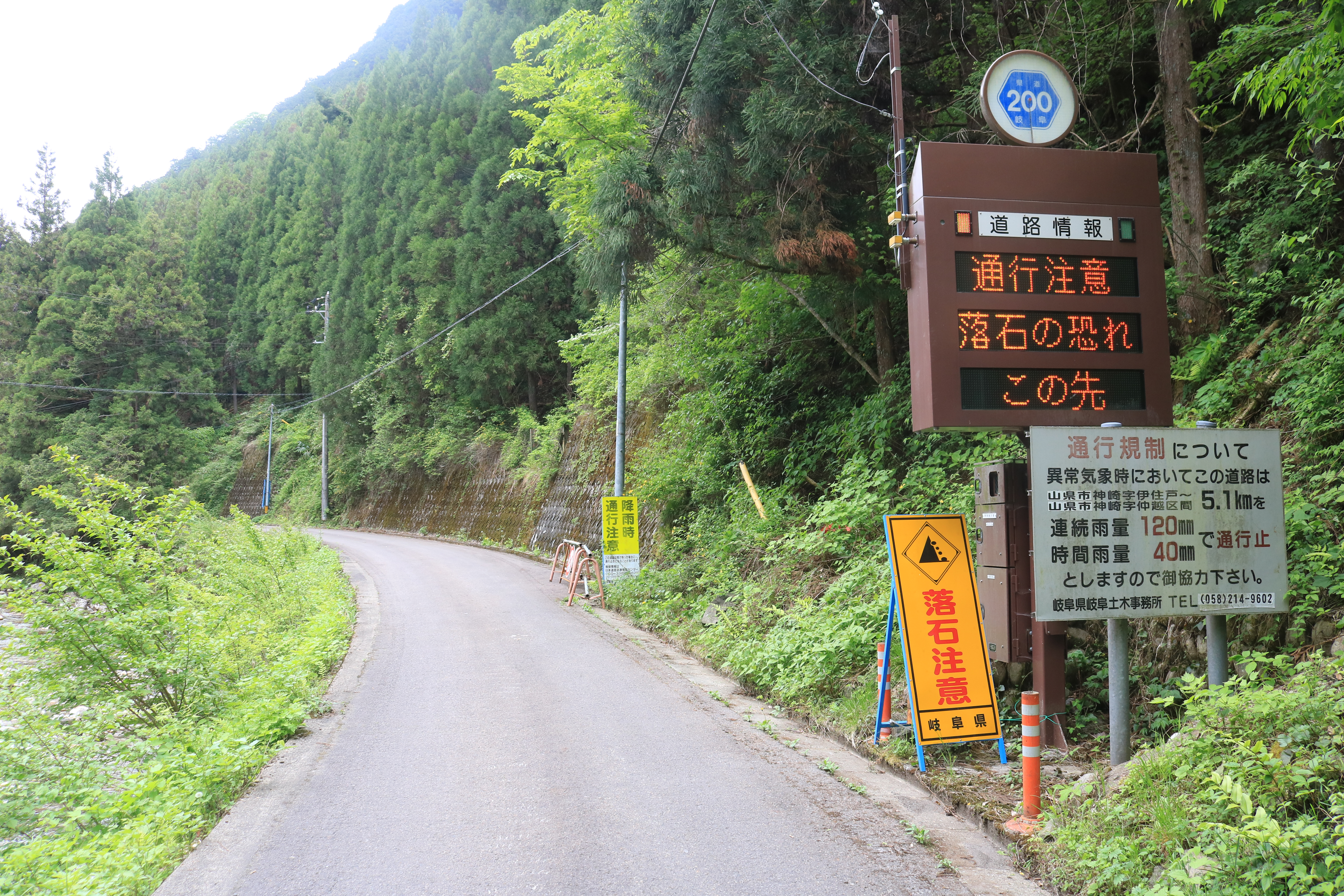
岐阜県道200号神崎高富線、神崎川の左岸、山県市神崎にて

岐阜県山県市神崎の旧北山小中学校仲越分校前が起点。起点から神崎川沿いに概ね南に向かう。谷合の狭い道が続く。山県市の北山交流センター前を通過し、さらに川に沿って蛇行しながら、概ね南東に向かう。国道418号との谷合交差点を過ぎ、武儀川を渡る。谷合交差点から1kmほどは、岐阜県道91号岐阜美山線と重複する。武儀川の右岸沿いに進み、山県市の美山大橋南交差点で国道256号と接続する。ここからは国道256号と重複して山県市伊佐美の伊佐美交差点（国道256号、岐阜県道174号伊自良高富線交点）が終点。

### 路線データ
- 起点：岐阜県山県市神崎仲越
- 終点：岐阜県山県市伊佐美 伊佐美交差点（国道256号、岐阜県道174号伊自良高富線交点）
- 総延長：約24.3km

## 重複区間
- 岐阜県道91号岐阜美山線（山県市谷合）

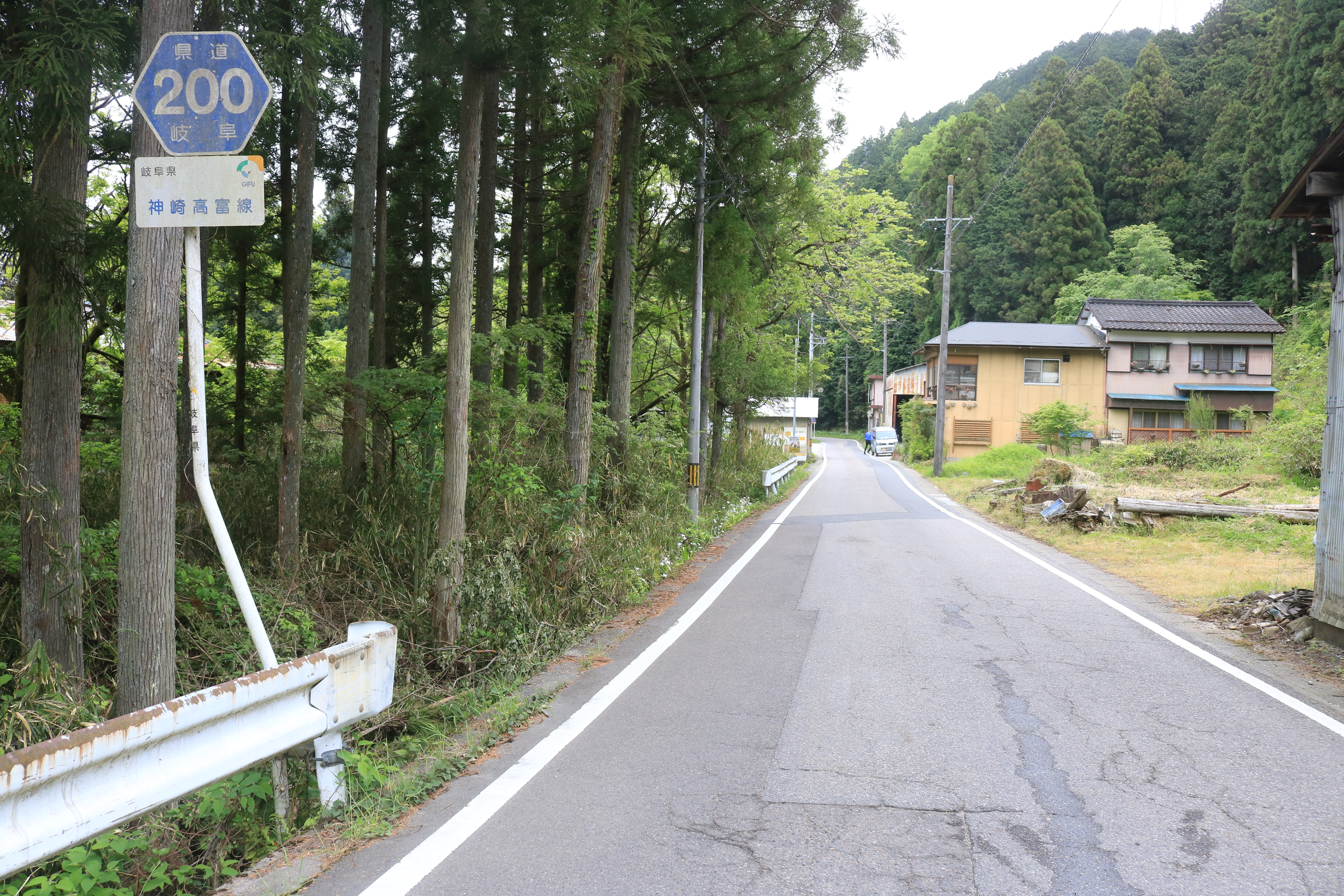
岐阜県道91号岐阜美山線との重複区間、山県市谷合にて

- 国道256号（山県市岩佐 - 山県市伊佐美）

## 地理
始点から旧美山町中心部付近までは神崎川とほぼ並行する。

### 通過する自治体
- 岐阜県
  - 山県市

### 主な接続道路
- 国道418号（山県市 谷合交差点）
- 岐阜県道91号岐阜美山線（山県市谷合）

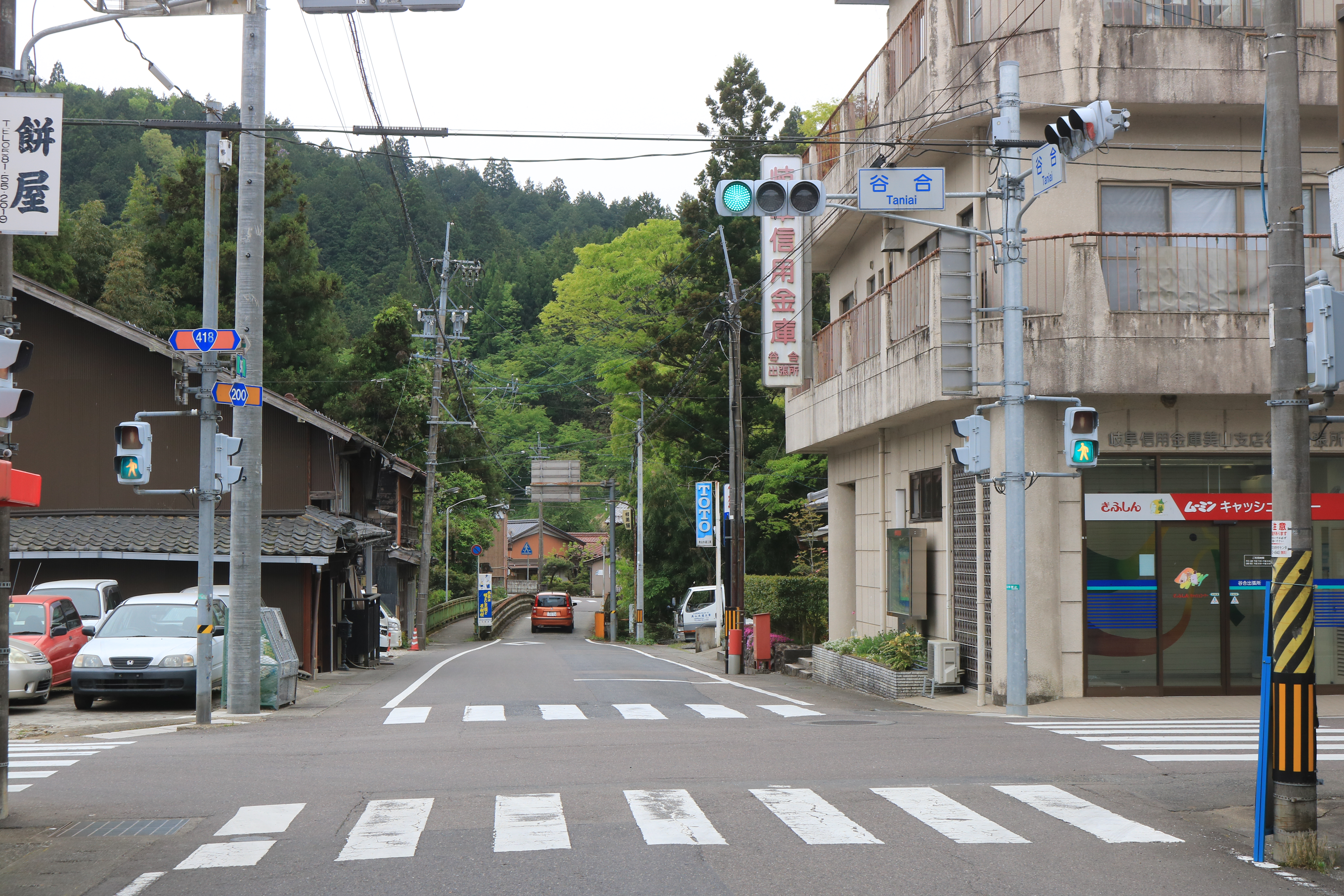
岐阜県道200号神崎高富線の国道418号との谷合交差点、交差点の南側は岐阜県道91号岐阜美山線との重複区間、山県市谷合にて

- 国道256号（山県市岩佐 - 山県市伊佐美）
- 岐阜県道174号伊自良高富線（山県市伊佐美）

### 周辺
- ごろごろの滝
- 北山郵便局
- 山県市北山交流センター
- グリーーンプラザみやま
- 山県市立いわ桜小学校
- 美山北郵便局
- 山県市教育センター（旧山県市立富波小学校）
- 美山富永郵便局
- 岐阜信用金庫美山支店